# The Deeper the Love
The Deeper the Love è una canzone del gruppo musicale britannico Whitesnake, estratta come singolo dall'album Slip of the Tongue del 1989. Ha raggiunto la posizione numero 28 della Billboard Hot 100 e la numero 4 della Mainstream Rock Songs negli Stati Uniti, mentre ha raggiunto la posizione numero 35 della Official Singles Chart nel Regno Unito.

## Composizione
La canzone è stata scritta dal cantante David Coverdale assieme al chitarrista Adrian Vandenberg.
(David Coverdale)
La canzone è stata eseguita nella sua versione originale durante il tour di Slip of the Tongue nel 1990, ma successivamente è stata presentata quasi sempre in forma acustica, come appare nell'album Starkers in Tokyo del 1997. La canzone è ritornata ad essere eseguita nella sua versione originale durante il tour di Forevermore nel 2011.

## Video musicale
Il video musicale di The Deeper the Love mostra gli Whitesnake mentre eseguono la canzone su un grande palco, con alle spalle proiettori che mostrano la copertina dell'album Slip of the Tongue. Vengono inoltre mostrate scene di David Coverdale mentre cammina in un corridoio, anch'esso con pareti che mostrano la copertina di Slip of the Tongue, e Adrian Vandenberg mentre suona il pianoforte su una scala. Esistono alcune somiglianze tra questo video e quello di Is This Love (che appariva nel precedente album della band), in quanto entrambi presentano l'allora moglie di David Coverdale, l'attrice Tawny Kitaen, che è inoltre inclusa nei video di Here I Go Again '87 e Still of the Night.

## Tracce
Testi e musiche di David Coverdale e Adrian Vandenberg, eccetto dove indicato.
7"
1. The Deeper the Love – 4:22
2. Judgement Day – 5:16

12"
1. The Deeper the Love – 4:22
2. Judgement Day – 5:16
3. Sweet Lady Luck – 4:37

CD
1. The Deeper the Love – 4:22
2. Judgement Day – 5:16
3. Sweet Lady Luck – 4:37
4. Fool for Your Loving (Vai Voltage Mix) – 4:17 (Coverdale, Bernie Marsden, Micky Moody)

## Formazione
- David Coverdale – voce
- Steve Vai – chitarre
- Adrian Vandenberg – chitarre (accreditato nonostante non abbia preso parte alle registrazioni)
- Rudy Sarzo – basso
- Tommy Aldridge – batteria
- Don Airey – tastiere

## Classifiche
| Classifica (1990)             | Posizione massima |
| ----------------------------- | ----------------- |
| Canada                        | 36                |
| Finlandia                     | 15                |
| Irlanda                       | 30                |
| Regno Unito                   | 35                |
| Stati Uniti                   | 28                |
| Stati Uniti (mainstream rock) | 4                 |